# Muntanyes russes de Catalunya
Aquest article és una llista de les muntanyes russes de Catalunya.
| Nom | Nom                                | Parc                                                               | Funcionament                   | Constructor                         | Material | Seient  | Velocitat (km/h) | Inversions | Caiguda (m) | Longitud (m) |
| --- | ---------------------------------- | ------------------------------------------------------------------ | ------------------------------ | ----------------------------------- | -------- | ------- | ---------------- | ---------- | ----------- | ------------ |
|     | Boomerang                          | Parc d'atraccions de Montjuïc, Barcelona                           | 1990 - 1998                    | Vekoma                              | Acer     | Assegut | 76               | 3          | 36          | 285          |
|     | Ciclón                             | Parc d'atraccions de Montjuïc, Barcelona - Pp's Park, Platja d'Aro | 1973 - 1998, 2007 - Actualitat | Robles Bouso Atracciones            | Acer     | Assegut |                  | 0          |             |              |
|     | Diablo - Tren de la Mina           | Port Aventura Park, Salou                                          | 1995 - Actualitat              | Arrow Dynamics                      | Hibrida  | Assegut | 60               | 0          | 17          | 1007         |
|     | Dragon Khan                        | PortAventura Park, Salou                                           | 1995 - Actualitat              | Bolliger & Mabillard                | Acer     | Assegut | 105              | 8          | 49          | 1270         |
|     | Furius Baco                        | PortAventura Park, Salou                                           | 2007 - Actualitat              | Intamin Amusement Rides             | Acer     | Ales    | 135              | 3          |             | 850          |
|     | Gold Mine                          | Pp's Park, Platja d'Aro                                            | 2007 - Actualitat              |                                     | Acer     | Assegut |                  |            |             |              |
|     | Junior Red Force                   | Ferrari Land, Salou                                                | 2018 - Actualitat              | SBF Visa Group                      | Acer     | Assegut | 45               | 0          |             |              |
|     | Loco Ratón                         | Parc d'atraccions de Montjuïc, Barcelona                           | 1966 - 1977                    | B. A. Schiff & Associates           | Acer     | Assegut |                  | 0          |             |              |
|     | Los Urales                         | Saturno Park, Barcelona                                            | 1911 - 1925                    |                                     | Acer     | Assegut |                  | 0          |             |              |
|     | Mini muntanya russa                | Parc d'atraccions de Montjuïc, Barcelona                           | 1966 - 1998                    |                                     | Acer     | Assegut |                  | 0          |             |              |
|     | Muntanya Russa                     | Parc d'atraccions de Montjuïc, Barcelona                           | 1966 - 1972                    | Hugo Haase                          | Fusta    | Assegut |                  | 0          |             |              |
|     | Muntanya Russa                     | Turó Park, Barcelona                                               | 1912 - 1927                    |                                     | Fusta    | Assegut |                  | 0          |             |              |
|     | Muntanya Russa                     | Turó Park, Barcelona                                               | 1914 - 1927                    |                                     | Fusta    | Assegut |                  | 0          |             |              |
|     | Muntanya Russa                     | Casino de la Arrabassada, Barcelona                                | 1910 - 1910                    |                                     | Fusta    | Assegut |                  |            |             |              |
|     | Muntanya Russa                     | Parc d'Atraccions Tibidabo, Barcelona                              | 1961 - 2009                    | Zyklon                              | Acer     | Assegut |                  | 0          | 9           |              |
|     | Muntanya Russa                     | Parc d'Atraccions Tibidabo, Barcelona                              | 2008 - Actualitat              | Vekoma                              | Acer     | Assegut | 80               | 0          | 31          | 713          |
|     | Red Force                          | Ferrari Land, Salou                                                | 2017 - Actualitat              | Intamin Amusement Rides             | Acer     | Assegut | 180              | 0          | 112         | 880          |
|     | Shambhala                          | PortAventura Park, Salou                                           | 2012 - Actualitat              | Bolliger & Mabillard                | Acer     | Assegut | 134              | 0          | 78          | 1564         |
|     | Stampida                           | PortAventura Park, Salou                                           | 1997 - Actualitat              | Custom Coasters International, Inc. | Fusta    | Assegut | 74               | 0          | 26          | 953          |
|     | Tami-Tami                          | PortAventura Park, Salou                                           | 1998 - Actualitat              | Vekoma                              | Acer     | Assegut | 35               | 0          | 9           | 207          |
|     | Tibidabo Express                   | Parc d'Atraccions Tibidabo, Barcelona                              | 1990 - Actualitat              | Zamperla                            | Acer     | Assegut |                  |            |             |              |
|     | Tomahawk                           | PortAventura Park, Salou                                           | 1997 - Actualitat              | Custom Coasters International, Inc. | Fusta    | Assegut | 48               | 0          | 13          | 440          |
|     | Uncharted: The Enigma of Penitence | PortAventura Park, Salou                                           | 2023 - Actualitat              | Intamin Amusement Rides             | Acer     | Assegut |                  | 0          | 12          | 700          |
|     | Vikingo                            | Parc d'atraccions de Montjuïc, Barcelona                           | 1987 - 1988                    | Safeco                              | Acer     | Assegut |                  | 0          |             |              |